# Hugo Birger
Pour les articles homonymes, voir Birger.
Hugo Birger, né à Stockholm le 12 janvier 1854 et mort à Helsingborg le 17 juin 1887, est un peintre suédois.
Il fait partie de la communauté des artistes nordiques qui vit à Paris, et séjourne aussi en Espagne et au Maroc.  

## Biographie
Hugo Birger (Hugo Birger Peterson jusqu'en 1878) naît à Stockholm le 12 janvier 1854. Orphelin de mère, il entame des études d'art à l'âge de 13 ans pour être accepté à l'École royale des beaux-arts de Stockholm. Il y est intégré à 16 ans et y reste comme étudiant pendant plus de six années.
Grâce au soutien du mécène Pontus Fürstenberg (en), il peut se rendre à Paris où un de ses tableaux est admis au Salon de 1880. Souffrant de rhumatismes, il reçoit un soutien financier supplémentaire de son mécène pour bénéficier d'hivers plus cléments, pour se rendre à Grenade où il rencontre sa future femme Mathilda. Il séjourne aussi à Tanger. Il rentre en Suède durant l'été 1885 pour peindre sur la côte ouest.
À nouveau à Paris en 1886, sa santé se détériore et une tuberculose avancée est diagnostiquée. Il meurt à Helsingborg le 17 juin 1887.

## Œuvres
Les peintures et dessins d'Hugo Birger sont présents dans les collections publiques du musée des Beaux-Arts de Göteborg, du Nationalmuseum à Stockholm, de la bibliothèque de l'université d'Uppsala, et du musée d'Art de Kalmar.
Un Déjeuner chez Ledoyen, le jour du vernissage, qui représente la colonie artistique nordique établie à Paris, reçoit un accueil critique enthousiaste en Suède, et est considéré comme un manifeste de la place du peintre moderne à l'époque de l'impressionnisme.

Œuvres d'Hugo Birger
Rue Gabrielle, Paris, 1879, musée des Beaux-Arts de Göteborg.
Un Gitan, 1882, Stockholm, Nationalmuseum.
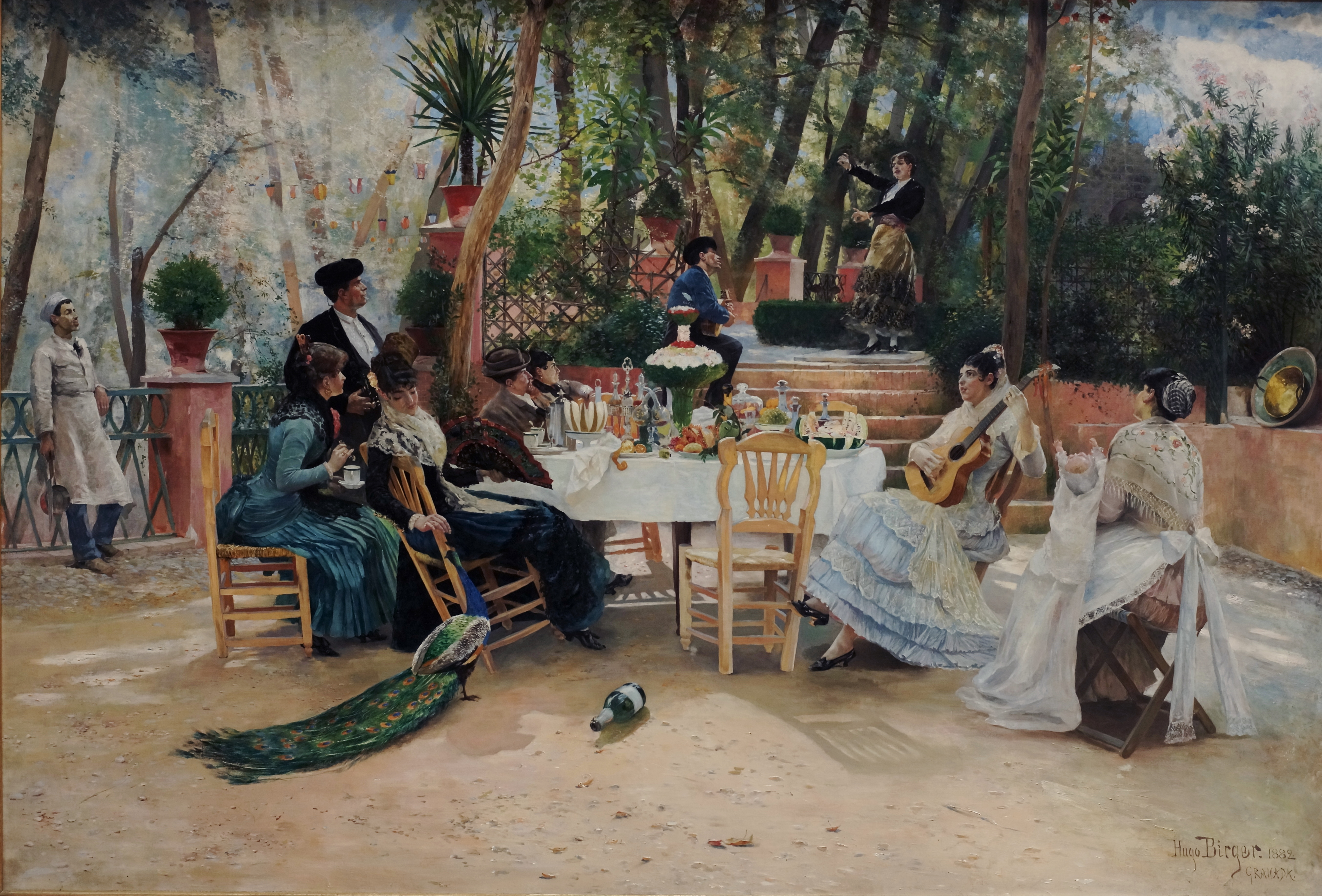
Déjeuner pendant la Feria à Grenade, 1882, musée des Beaux-Arts de Göteborg.
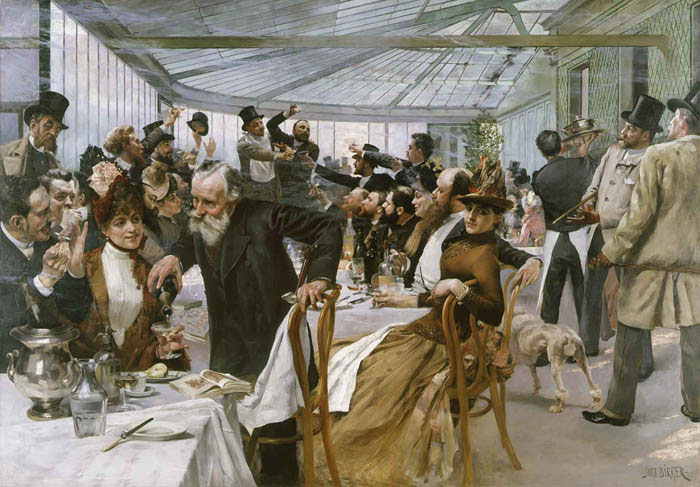
Un Déjeuner chez Ledoyen, le jour du vernissage, 1886, musée des Beaux-Arts de Göteborg.